# Jean Rostand
Jean Rostand, nascut el 30 d'octubre de 1894 a París (17è districte) i mort el 4 de setembre de 1977 a Ville-d'Avray (Alts del Sena) fou un escriptor, moralista, biòleg, historiador de les ciències i acadèmic francès.

## Biografia
Fill del dramaturg Edmond Rostand i de la poetesssa Rosemonde Gérard, Jean Rostand passa la seva infància a la villa Arnaga, a Kanbo (Iparralde). Als deu anys va descobrir els Souvenirs entomologiques de Jean-Henri Fabre. El 1920 es va casar amb Andrée, nascut a Mante. Tindran un fill, François (1921-2003). Llicenciat en la Facultat de Ciències de París, Jean Rostand s'instal·la a Ville-d'Avray el 1922, després de la mort de son pare (1918).
Va participar en la creació de la secció de biologia al Palais de la découverte, el 1936, i després va fundar a Ville d'Avray el seu propi laboratori independent: la fortuna familiar li permet de mantenir-se al marge de les estructures universitàries, que considera massa restrictives. Molt interessat en els orígens de la vida, va estudiar la biologia dels amfibis (granotes, gripaus, tritons i altres), la partenogènesi, l'acció del fred sobre els ous, i promogué múltiples investigacions sobre l'herència genètica.
Jean Rostand comença publicant alguns assajos filosòfics, i després divideix el seu temps entre el seu treball com a investigador i una producció científica i literària molt abundant. Amb convicció i entusiasme, s'esforça per popularitzar la biologia a un gran públic (va rebre el 1959 el Premi Kalinga de vulgarització científica) i per alertar l'opinió pública sobre la gravetat dels problemes humans que planteja. En considerar la biologia com a portadora moral, adverteix dels perills que amenacen els humans quan juguen a aprenents del bruixot, com els defensors de l'eugenèsia.
De tota manera, Rostand dona suport a una forma d'« eugenèsia positiva », aprova determinats escrits d'Alexis Carrel i l'esterilització de persones amb certes formes greus de malalties mentals, la qual cosa el situava a prop, després de la guerra, de la llei nazi de 1933, i li fou reprotxat.
El 1954, tanmateix (a l'obra Pensées d'un biologiste), escriu que « Tot el que podem per als nostres fills és triar bé llur mare ». Home de ciència, biòleg, panfletista, moralista, Jean Rostand també és pacifista. També feminista, contribuirà amb Simone de Beauvoir, Christiane Rochefort i uns quants més, a crear el moviment feminista Choisir la cause des femmes.
El 1962, amb Pierre Darré, va crear el centre de recerca que ara porta el seu nom a Poidessauç a les Hautes-Landes. Aquest terreny i els laboratoris que s'hi van instal·lar hostatjaven els "estanys de monstres" on Rostand porta a terme una part significativa de la seva investigació sobre les anomalies amfibis de 1962 a 1975. S'hi destaquen els diversos agents biològics (microorganismes, virus) o substàncies químiques (substàncies pesticides) responsables de malformacions en els amfibis.
Milita en contra de les armes atòmiques, en particular, el 1963 va cofundar amb Claude Bourdet el Mouvement contre l'armement atomique ("Moviment contra les armes atòmiques") que es va convertir el 1968 en el Mouvement pour le désarmement, la paix et la liberté ("Moviment pel desarmament, la pau i la llibertat" o MDPL). El 1965, va signar amb Albert Schweitzer i el diputat polinesi John Teariki una Protesta solemne contra el destí que el Govern francès ha decidit imposar als habitants de la Polinèsia Francesa i altres territoris del Pacífic per les proves nuclears franceses a Moruroa.
Al febrer de 1968, amb René Dumont, Théodore Monod, Bernard Clavel, Lanza del Vasto i desenes de persones, signa una carta de suport als que tornen les seves cartilles militars per protestar contra la força de la prova nuclear. Donarà suport al Groupe d'action et de résistance à la militarisation, iniciador d'aquest document, particularment quan les seves accions contra el lloc de comandament de la força d'atac nuclear del Mont Verdun ·  · 
Agnòstic, lliurepensador, mostra una gran amplitud de ment i molta honestedat intel·lectual. Al procés de Bobigny al voltant de l'avortament, a 1972, va declarar a favor del dret a l'avortament.
Una de les seves cites es mantindrà al llarg del temps:
| « | La ciència ens ha fet déus, fins i tot abans que mereixem ser homes. | » |

Jean Rostand entra a l'Académie française el 1959 i continua les seves campanyes d'informació en conferències, ràdio i televisió.
Instal·lat des de 1922 a Ville-d'Avray, a la casa que havia ocupat Valtesse de La Bigne, hi residí fins a la seva mort l'any 1977. Està enterrat al cementiri de Ville-d'Avray.

## Títols i distincions
- Membre de la Societat zoològica de França (1950)[13]
- Gran premi literari de la vila de París (1951)
- President d'honor de la Societat zoològica de França (1953)
- Gran premi de la fundació Singer-Polignac (1955)
- Membre de l'Académie française (1959)
- President d'honor del Mouvement contre l'armement atomique (1963)
- Premi Educatiu atorgat per l'Institut de Vida de la Fundació MGEN (Mutuelle générale de l'Éducation nationale) (1975)
- President honorari del Congrés del Lliurepensament (1976)
- Fundador del Front Antinuclear Internacional contra les centrals nuclears (1976)
- L'illa Jean Rostand va ser nomenada en honor seu.

## Obra literària
- Le Retour des pauvres (París, Stock, 1919 - publicada sota el pseudònim de Jean Sokori)
- La Loi des riches (París, Grasset, 1920)
- Pendant qu'on souffre encore (París, Grasset, 1921)
- Ignace ou l'écrivain (París, Fasquelle, 1923)
- Deux Angoisses: la mort, l'amour (París, Fasquelle, 1924)
- De la vanité et de quelques autres sujets (París, Fasquelle, 1925)
- Les Familiotes et autres essais de mystique bourgeoise (París, Fasquelle, 1925)
- De l'amour des idées (París, Aveline, 1926)
- Le Mariage (París, Hachette, 1927)
- Valère ou l'exaspéré (París, Fasquelle, 1927)
- Julien ou une conscience (París, Fasquelle, 1928)
- Journal d'un caractère (París, Fasquelle, 1931)
- Pensées d'un biologiste (París, Stock, 1939)
- Nouvelles pensées d'un biologiste (París, Stock, 1947)
- Carnet d'un biologiste (París, Stock, 1959)
- Inquiétudes d'un biologiste (París, Gallimard, 1967)
- Le Courrier d'un biologiste (París, Gallimard, 1970)

## Obra científica
(en francès)
- Les Chromosomes, artisans de l'hérédité et du sexe (París, Hachette, 1928)
- La Formation de l'être. Histoire des idées sur la génération (París, Hachette, 1930)
- De la mouche à l'homme (París, Fasquelle, 1930)
- L'état présent du transformisme (París, Stock, 1931)
- L'Évolution des espèces. Histoire des idées transformistes (París, Hachette, 1932)
- L'Aventure humaine (París, Fasquelle, 3 volumes, 1933-1935)
- La Vie des crapauds (París, Stock, 1933)
- Les Problèmes de l'hérédité et du sexe (París, Rieder, 1933)
- En col·laboració amb Augustin Boutaric i Pierre Sergescu: Les Sciences. Les sciences mathématiques, les sciences biologiques, les sciences physico-chimiques, (París, Denoël, 1933)
- La Vie des libellules (París, Stock, 1935)
- Insectes (París, Flammarion, 1936)
- En col·laboració amb Lucien Cuénot: Introduction à la génétique (París, Tournier et Constans, 1936)
- La Nouvelle Biologie (París, Fasquelle, 1937)
- La Parthénogenèse des vertébrés (París, Hermann, 1938)
- Claude Bernard (París, Gallimard, 1938)
- Biologie et Médecine (París, Gallimard, 1939)
- La Vie et ses problèmes (París, Flammarion, 1939)
- Science et Génération (París, Fasquelle, 1940)
- L'homme. Introduction à l'étude de la biologie humaine (París, Gallimard, 1941)
- Les Idées nouvelles de la génétique (París, P.U.F., 1941)
- L'Homme, maître de la vie (París, Poulet-Malassis, 1941)
- Hommes de vérité. Tome 1: Pasteur, Claude Bernard, Fontenelle, La Rochefoucauld (París, Stock, 1942)
- La Genèse de la vie. Histoire des idées sur la génération spontanée (París, Hachette, 1943)
- L'Avenir de la biologie (París, Poulet-Malassis, 1943)
- La Vie des vers à soie (París, Gallimard, 1944)
- Esquisse d'une histoire de la biologie (París, Gallimard, 1945)
- L'Avenir de la biologie (París, Éditions du Sablon, 1946)
- Qu'est-ce qu'un enfant? (Alençon, Imprimerie Alençonnaise, 1946)
- Charles Darwin (París, Gallimard, 1947)
- Hommes de vérité. Tome 2: Lamarck, Davaine, Mendel, Fabre, Barbellion (París, Stock, 1948)
- L'Homme devant la biologie (París, Poulet-Malassis, 1949)
- La Parthénogenèse, reproduction virginale chez les animaux (París, Poulet-Malassis, 1949)
- La Parthénogenèse animale (París, P.U.F., 1949)
- La Biologie et l'avenir humain (París, Albin Michel, 1950)
- Les Grands courants de la biologie (París, Gallimard, 1951)
- Les Origines de la biologie expérimentale et l'abbé Spallanzani (París, Fasquelle, 1951)
- La Génétique des Batraciens (París, Hermann, 1951)
- L'Hérédité humaine (París, P.U.F., "Que sais-je?", 1952)
- Pages d'un moraliste (París, Fasquelle, 1952)
- Ce que nous apprennent les crapauds et les grenouilles (París, Poulet-Malassis, 1953)
- Ce que je crois (París, Grasset, 1953)
- Instruire sur l'homme (Nice, Éditions médicales La Diane Française, 1953)
- La Vie, cette aventure. Entretiens avec Paul Bodin (París, La Table ronde, 1953)
- Notes d'un biologiste (París, Les pharmaciens bibliophiles, 1954)
- Les Crapauds, les grenouilles et quelques problèmes biologiques (París, Gallimard, 1955)
- Le Problème biologique de l'individu (París, Poulet-Malassis, 1955)
- L'Atomisme en biologie (París, Gallimard, 1956)
- Peut-on modifier l'homme? (París, Gallimard, 1956)
- L'Homme de l'an 2000 (París, Société Parísienne d'imprimerie, 1956)
- Science fausse et fausses sciences (París, Gallimard, 1958)
- Aux sources de la biologie (París, Gallimard, 1958)
- Bestiaire d'amour (París, Gallimard, 1958)
- Anomalies des Amphibiens anoures(París, Sedes, 1958)
- Carnet d'un biologiste (París, Stock, 1959)
- Les Origines de la biologie expérimentale (París, Poulet-Malassis, 1959)
- Espoir et Inquiétudes de l'homme (París, Club du Meilleur Livre, 1959)
- Discours de réception de Jean Rostand à l'Académie française et Réponse de Jules Romains (París, Gallimard, 1959)
- L'Évolution (París, Robert Delpine, 1960)
- La Biologie et les Problèmes humains (París, Cercle Parísien de la Ligue Française de l'Enseignement, 1960)
- La Biologie inventrice (París, Éditions du Palais de la Découverte, 1961)
- Aux Frontières du surhumain (París, UGE, 1962)
- Avec Andrée Tétry: La Vie (París, Larousse, 1962)
- Le Droit d'être naturaliste (París, Stock, 1963)
- Biologie et Humanisme (París, Gallimard, 1964)
- Hommes d'autrefois et d'aujourd'hui (París, Gallimard, 1966)
- Maternité et Biologie (París, Gallimard, 1966)
- Inquiétudes d'un biologiste (París, Gallimard, 1967)
- Le Courrier d'un biologiste (París, Gallimard, 1970)
- Quelques discours (1964-1970) (París, Club humaniste, 1970)
- Les Étangs à monstres. Histoire d'une recherche (1947-1970) (París, Stock, 1971)
- Avec Andrée Tétry: L'Homme. Initiation à la biologie (París, Larousse, 1972)
- Entretiens avec Eric Laurent (París, Stock, 1975)